# رابرت بردی

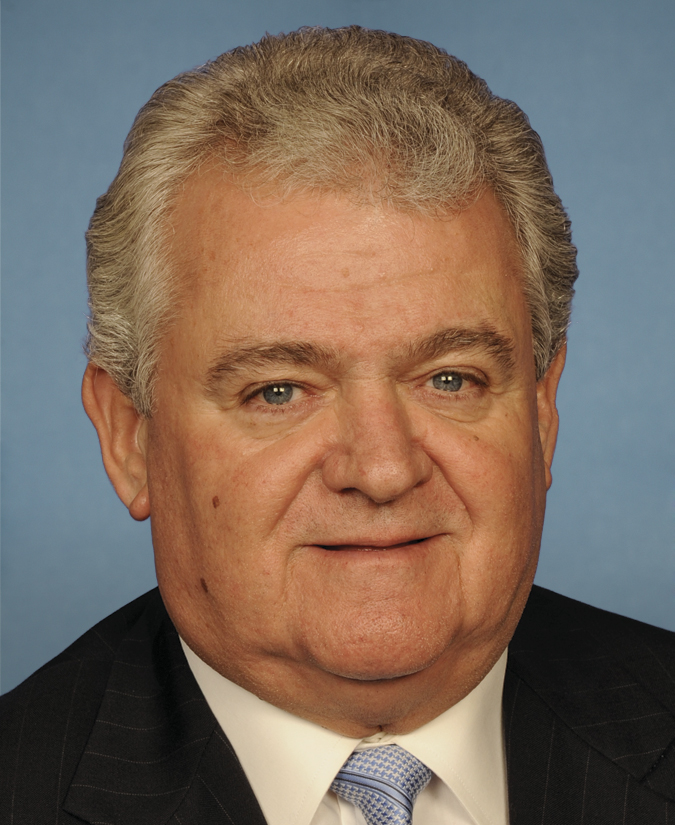

رابرت بردی (به انگلیسی: Robert Brady) نمایندهٔ حوزه انتخابیه اول پنسیلوانیا از حزب دموکرات ایالات متحده آمریکا در مجلس نمایندگان ایالات متحده آمریکا است که برای نخستین‌بار در ۱۹ مه ۱۹۹۸ میلادی به‌عضویت این مجلس درآمد.